# 더 인크레더블 버트 원더스톤
《더 인크레더블 버트 원더스톤》(영어: The Incredible Burt Wonderstone)은 2013년 공개된 미국의 코미디 영화이다.

## 출연

### 주연
- 올리비아 와일드
- 짐 캐리
- 스티브 카렐

### 조연
- 스티브 부세미
- 알란 아킨
- 제임스 갠돌피니
- 브래드 거렛
- 질리언 제이콥스
- 재커리 고든
- 존 루이스